# عمر بوم
عمر بوم (مواليد 1970) مؤرخ وأنثروبولوجي وأكاديمي مغربي، وأستاذ في جامعة كاليفورنيا (لوس أنجلوس)، وأستاذ مشارك في الجامعة الدولية للرباط.

## مسيرته
ولد عمر بوم سنة 1970 في دوار المحاميد، فم زكيد، إقليم طاطا. حصل على درجة البكالوريوس في الأدب الإنجليزي من جامعة القاضي عياض بمراكش عام 1993، ثم درس في جامعة الأخوين بين سنتي 1995 و1997.
وفي سنة 2006، حصل على درجة الدكتوراه في الأنثروبولوجيا من جامعة أريزونا، التي عرضت عليه منصب التدريس في قسم دراسات الشرق الأدنى وشمال إفريقيا.
يشغل عمر بوم اليوم منصب أستاذ كرسي موريس أمادو للدراسات السفاردية في قسم الأنثروبولوجيا وقسم التاريخ وشعبة لغات وثقافات الشرق الأدنى بجامعة كاليفورنيا (لوس أنجلوس)، هو أيضا ناشر مشارك للعديد من المجلات، وأحد مؤسسي مبادرة الدراسات الأمازيغية في شعبة لغات وثقافات الشرق الأدنى بجامعة كاليفورنيا، ومدير مشارك لمبادرة الدراسات اليهودية المغربية في الجامعة نفسها. ويُقيم في الولايات المتحدة.

## مؤلفاته[10]
- 2024: "الرقاص الأخير" (The last Rekkas)، يروي فيه قصة والده، آخر ساعي بريد تقليدي في جنوب المغرب، مسلطًا الضوء على تاريخ المنطقة من خلال سيرة شخصية.
- 2023: "المنبوذون: في معسكرات فيشي الصحراوية" (Les indésirables: dans les camps sahariens de Vichy) (بالاشتراك مع نجيب بربر).
- 2022: "شمال إفريقيا في زمن الحرب: تاريخ وثائقي، 1934-1950" (Wartime North Africa: a documentary history 1934–1950) (بالاشتراك مع سارة أبريفايا شتاين).
- 2018: "الهولوكوست وشمال إفريقيا" (The Holocaust and North Africa) (بالاشتراك مع سارة أبريفايا شتاين).
- 2016: "القاموس التاريخي للمغرب" (Historical Dictionary of Morocco) (بالاشتراك مع توماس ك. بارك).
- 2016: "تاريخ موجز للشرق الأوسط" (A Concise History of the Middle East) (بالاشتراك مع أ. غولدشميت).
- 2013: "ذكريات الغياب: كيف يتذكر المسلمون اليهود في المغرب؟" (Memories of Absence: How Muslims Remember Jews in Morocco)